# Patrick Burgener
Pour les personnes ayant le même patronyme, voir Burgener.
Patrick Burgener, surnommé Pat Burgener, est un snowboardeur et musicien suisse, né le 1er juin 1994 à Lausanne.

## Biographie
Patrick Burgener naît le 1er juin 1994 à Lausanne, dans le canton de Vaud, d'un père pharmacien et d'une mère biologiste, d'origine libanaise. Il est le deuxième de leurs trois fils.
Diagnostiqué hyperactif, il est renvoyé de cinq écoles avant de se canaliser dans le sport.

### Carrière sportive
(avril 2023).
Pat Burgener rejoint à l’âge de 14 ans l’équipe nationale suisse de snowboard. 
De 2010 à 2012, il grimpe sur 4 podiums de Coupe du Monde (Kreischberg, Stockholm, Arosa, Antwerp). 
En 2011, il est également le premier snowboardeur au monde à poser la figure dénommée switch backside triple cork 1440.
S'ensuit une période durant laquelle Pat est victime de plusieurs blessures. À la suite de l’une d’elles en 2014, il profite du temps hors-neige pour développer sa seconde passion, la musique. Il crée alors son groupe de musique avec son frère Max et un ami d’enfance.
De retour sur sa planche, il enchaîne les meilleurs résultats de sa carrière avec notamment une première victoire en Coupe du monde en décembre 2016 à Copper Mountain au Colorado, deux podiums aux Championnats du Monde en 2017 et 2019, et une 5e place aux Jeux Olympiques de PyeongChang en 2018. « La musique m’a permis de trouver mon équilibre intérieur, ce qui est indispensable pour performer dans n’importe quel domaine. » dit-il au sujet de sa performance.
En parallèle de ses sorties musicales et ses tournées, Pat reste concentré sur ses objectifs sportifs avec notamment comme objectif, représenter la Suisse aux Jeux Olympiques de Pékin en 2022.

### Carrière musicale
(avril 2023).
Pat Burgener sort un premier single, Show Me the Way, en 2015.
En 2018, juste après sa participation aux Jeux Olympiques, Pat sort son premier EP The Route ,. Ce dernier a été produit par le producteur new yorkais John Agnello, qui a notamment travaillé avec des artistes comme Kurt Vile et Dinosaure Jr. 
En 2019, il sort un second EP intitulé ICAR faisant référence à la légende grec d'Icare, qu'il considère avoir été détournée de sa signification première étant souvent utilisée pour dissuader tout un chacun de rêver trop grand. En réalité, la morale est qu'il ne faut pas voler trop bas au risque de se mouiller les ailes et de couler, débouchant sur une mort certaine. Alors qu'en volant trop haut, on risque de se bruler les ailes, mais où est la limite ? L'EP a été produit à San Diego avec Jasper Leak, un producteur originaire d'Australie ayant notamment travaillé avec Sia, ou comme directeur musical du documentaire « Quincy » de Quincy Jones. 
En 2020, il sort un troisième EP au nom de Better Man. Ce dernier a été produit à Londres par Antoine Cotton, un producteur genevois basé au Royaume-Uni. 
En 2021, Pat revient avec un quatrième EP intitulé California Sun, pour ses mélodies qui rappellent la côte pacifique ensoleillée de Los Angeles. Cette fois produit à Londres par le producteur britannique Tom Fuller, ayant travaillé avec Tom Walker.
Il sort son cinquième album, intitulé The Album et de style pop folk, en 2023.

## Résultats

### Jeux olympiques
Blessé, Patrick Burgener n'a pas pu participer aux Jeux olympiques en 2010 et en 2014.
| Épreuve / Édition   | Half pipe |
| ------------------- | --------- |
| JO 2018 Pyeongchang | 5e        |
| JO 2022 Pékin       | 11e       |

### Championnats du monde
| Épreuve / Édition           | Half pipe | Slopestyle | Big air |
| --------------------------- | --------- | ---------- | ------- |
| Mondiaux 2011 La Molina     | 6e        | 45e        | —       |
| Mondiaux 2015 Kreischberg   | —         | —          | 17e     |
| Mondiaux 2017 Sierra Nevada | Bronze    | —          | —       |
| Mondiaux 2019 🇺🇸 Park City  | Bronze    |            |         |